# U 514 (Kriegsmarine)
De U 514 was een type IXC U-boot van de Duitse Kriegsmarine tijdens de Tweede Wereldoorlog. De U 514 stond onder bevel van kapitein-luitenant-ter-zee Hans-Jürgen Auffermann. 

## Gebeurtenis
- 3 juni 1942 - Gedurende een reddingsoperatie in de Oostzee, verloor een officier het leven (Leutnant I-klasse-zur-See der Reserve Rolf Kühl).

## Zijn einde
De U 514 ging ten onder op 8 april 1943, ten noordoosten van Kaap Finisterre, Spanje, in positie 43° 37′ 0″ NB, 8° 59′ 0″ WL door raketten van een Brits B-24 Liberator-vliegtuig (Squadron 224/R). De gehele bemanning van 54 man, waaronder kapitein-luitenant-ter-zee Hans-Jürgen Auffermann kwam hierbij om.